# Amstrad
Амстрад је британско предузеће које се бави производњом електронских уређаја. Назив је настао као скраћеница од Alan Michael Sugar Trading, где прва три слова означавају иницијале основача компаније Алана Мајкла Шугера.
Предузеће је основано 1968. године, а од 2006. се налази у власништву компаније BSkyB. Седиште компаније се налази у Есексу, у граду Брентвуд.